# Tereza Mašková
Tereza Anna Mašková (Třinec, 11 aprile 1996) è una cantante ceca, vincitrice della quinta edizione di Česko Slovenská SuperStar.

## Biografia
Tereza Mašková ha ottenuto notorietà con la sua partecipazione nel 2010 a Česko Slovensko má talent, la versione ceca e slovacca del format Got Talent. Le sue esibizioni canore l'hanno fatta arrivare fra i nove finalisti. Nel 2014 ha vinto il primo premio nella sezione canto al World Championship of Performing Arts di Los Angeles.
Nel 2018 la cantante ha vinto la quinta edizione del talent show Česko Slovenská SuperStar, la versione locale di Pop Idol. La vittoria le ha fruttato un contratto discografico con la Warner Music Czech Republic, con cui ha pubblicato a novembre 2018 il singolo New Me e l'album eponimo. Il disco ha raggiunto il 18º posto in classifica in Repubblica Ceca e il 54º in Slovacchia.

## Discografia

### Album in studio
- 2018 – Tereza Mašková
- 2020 – Zmatená

### Singoli
- 2018 – New Me
- 2019 – Žár
- 2019 – O nás dvou